# إسحاق توكي

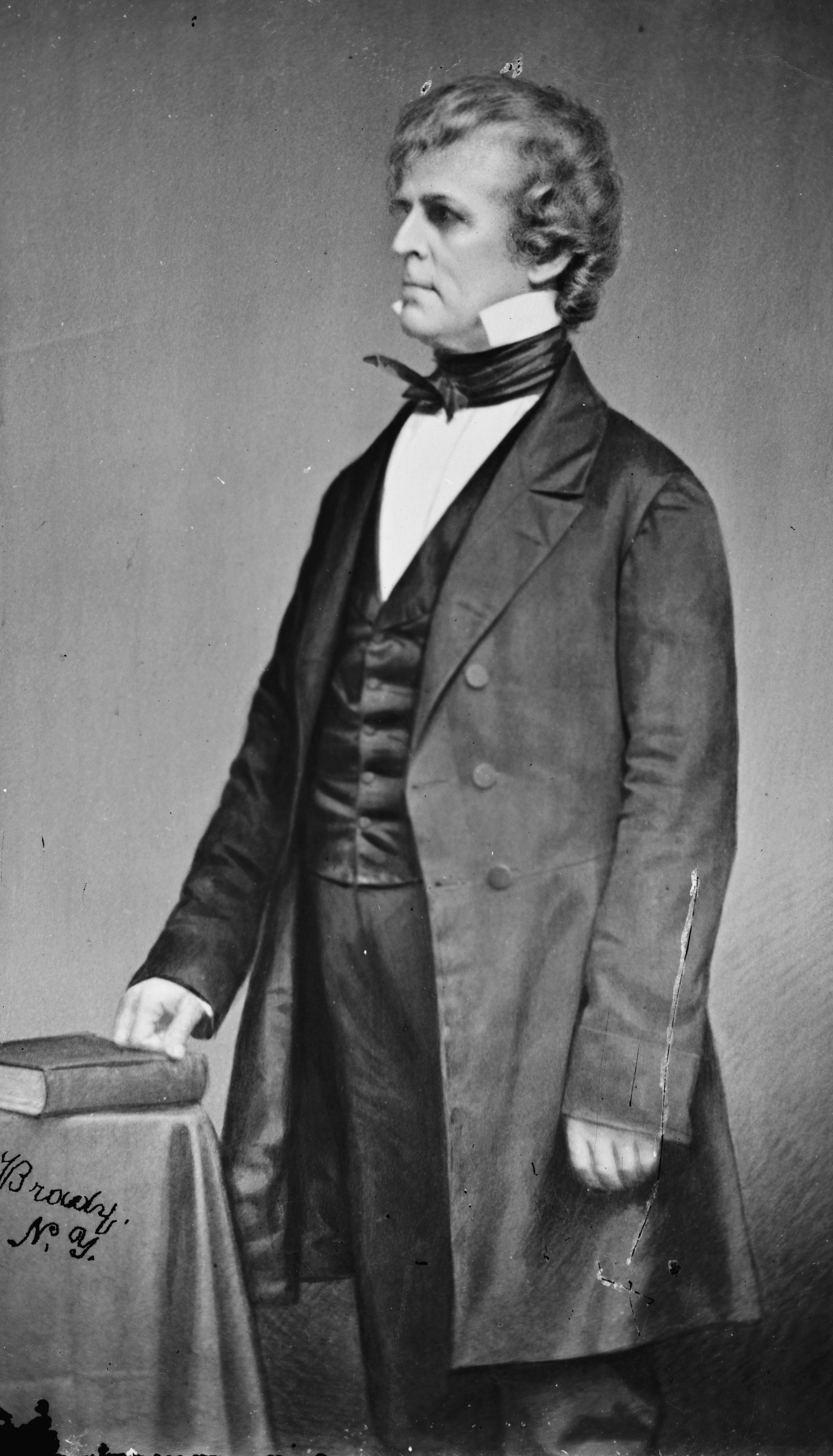
إسحاق توكي

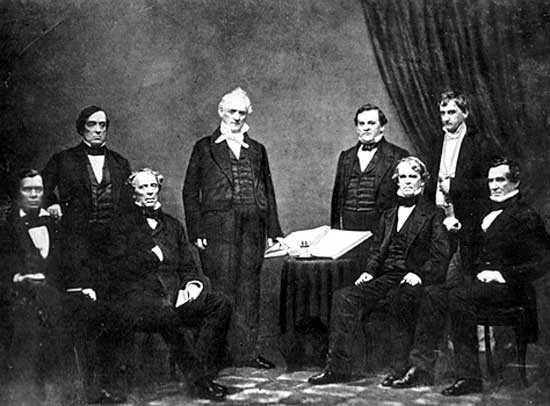
الرئيس الأمريكي جيمس بيوكانان واقفا ومعه مجلس وزرائه ويظهر في هذه الصورة إسحاق توكي وهو جالس بجانب الطاولة (1859)

إسحاق توكي (بالإنجليزية Isaac Toucey) وهو سياسي أمريكي ينتمي إلى الحزب الديمقراطي ولد إسحاق توكي في 15 تشرين الثاني - نوفمبر من سنة 1792 في مدينة نيوتاون بولاية كونتيكت خدم توكي في مجلس النواب الأمريكي ما بين عامي 1835 إلى عام 1839 كما شغل إسحاق توكي منصب حاكم على ولاية كونتيكت من 6 أيار من سنة 1846 إلى 5 أيار من سنة 1847. شغل توكي بعدها منصب مدعي عام الولايات المتحدة ما بين 21 حزيران من سنة 1848 إلى 4 أذار من سنة 1849. خدم توكي في مجلس الشيوخ الأمريكي ممثلا عن ولاية كونتيكت من عام 1852 إلى عام 1857 بعدها شغل إسحاق توكي منصب وزير بحرية الولايات المتحدة من عام 1857 إلى عام 1861 توفي إسحاق توكي في 30 تموز - يوليو من سنة 1869 في ولاية كوتيكت.